# Рубановський Кирило Степанович
Рубановський Кирило Степанович (нар. 1698 — 1768) — український співак (тенор). Соліст, уставник Придворного хору в Петербурзі. Полковник, дворянин. Народився в Глухові, імовірно, навчався в Глухівській співацькій школі.